# Cantone di Sauveterre-de-Béarn
Il Cantone di Sauveterre-de-Béarn era una divisione amministrativa dell'arrondissement di Oloron-Sainte-Marie.
È stato soppresso a seguito della riforma complessiva dei cantoni del 2014, che è entrata in vigore con le elezioni dipartimentali del 2015.
Comprendeva i comuni di:
- Abitain
- Andrein
- Athos-Aspis
- Autevielle-Saint-Martin-Bideren
- Barraute-Camu
- Burgaronne
- Castetbon
- Espiute
- Guinarthe-Parenties
- L'Hôpital-d'Orion
- Laàs
- Montfort
- Narp
- Oraàs
- Orion
- Orriule
- Ossenx
- Saint-Gladie-Arrive-Munein
- Sauveterre-de-Béarn
- Tabaille-Usquain